# Lądowisko Radomsko
Lądowisko Radomsko – lądowisko sanitarne w Radomsku, w województwie łódzkim, położone przy ul. Jagiellońskiej 36. Przeznaczone jest do wykonywania startów i lądowań śmigłowców sanitarnych i ratowniczych w dzień i w nocy o dopuszczalnej masie startowej do 5700 kg. 
Zarządzającym lądowiskiem jest Szpital Powiatowy. W roku 2011 zostało wpisane do ewidencji lądowisk Urzędu Lotnictwa Cywilnego pod numerem 87
Koszt budowa lądowiska wyniósł około 1 mln zł.